# 黄克功案件
《黄克功案件》（A Murder Beside Yanhe River），中国大陆犯罪片，导演王放放，主演成泰燊、王凯、毛孩、黄海冰、戴江、马薇薇、杨佳音。青年胡耀邦的电影形象首次出现在荧屏。

## 剧情
1937年10月，中国抗日战争刚刚开始，陕西省延安抗日军政大学第六队队长“黄克功”逼婚并且枪杀16岁女青年“刘茜”。黄克功自恃自己是红军团长战斗功臣，恃宠而骄，目无法纪。此案由陕甘宁边区高等法院审批，由于院长因事不在，审判长雷经天负责主审。雷经天也是一位久经考验战功卓绝的战士，他参加过南昌起义、广州起义、百色起义和长征。当时，中共中央领导人毛泽东（妻子贺子珍）、张闻天、胡耀邦都对该案表现出重视。国际舆论和学生要求枪毙黄克功，而老红军则请求轻判他，雷经天苦思出方法，决定“公开审理，民主判决”。2000多人在陕北公学的操场上参看审理，胡耀邦作为代表公诉人发言，先后有12位群众代表发言，黄克功当庭辩论，最后审判庭五人展开了激烈争辩。黄克功在最后仍然抱着生的希望，认为毛泽东会赦免自己的死罪。不久毛泽东的复信在大会上宣读，毛泽东赞成处黄克功以极刑，揮淚斬馬謖。

## 演出
| 演员   | 角色     | 备注 |
| 成泰燊 | 雷经天   |      |
| 王凯   | 黄克功   |      |
| 马薇薇 | 刘茜     |      |
| 黄海冰 | 毛泽东   |      |
| 戴江   | 贺子珍   |      |
| 毛孩   | 胡耀邦   |      |
| 杨佳音 | 李兴国   |      |
| 章劼   | 张闻天   |      |
| 蔡宜达 | 孙启光   |      |
| 李大川 | 袁平     |      |
| 汪煦然 | 贺警卫员 |      |

## 上映
2014年10月23日，该片在首届“丝绸之路电影节”上举行了首映新闻发布会，导演和主演都悉数参加。
2014年12月1日下午，《黄克功案件》在北京市人民大会堂举办首映式。该片被誉为“首个国家宪法日献礼电影”，将会在12月4日“国家宪法日”全国上映。

## 与历史的出入
剧中雷经天曾回忆起自己长征时体力不支之际被黄克功用姜救活，故一直吃姜以感念其救命之恩，这也使得他在审理黄克功案时需要克服相应的心理阻力，他最初以战友情需要避嫌为由推辞审案、用姜汤给黄克功洗澡、最后判处黄克功死刑时说自己“处决了救命恩人，也就是判了自己感情用事的死刑”这些情节，都与这一情节相呼应。事实上当时用姜救雷经天的是莫文骅。雷经天的儿子雷炳坚曾就此与本剧编剧沟通，编剧解释说电影篇幅有限不可能介绍太多人物，引出莫文骅只能淡化雷经天和黄克功之间的矛盾冲突，才做了这样的处理，并得到了雷炳坚的理解。
历史上当时担任抗大政治部副主任和黄案公诉人、在审判现场当众宣读毛泽东的信的都是莫文骅，由于莫文骅在剧中没有出现，这两处戏份被分别嫁接给了胡耀邦和雷经天。
剧中，抗大训练部部长李兴国反对判黄克功死刑。历史上无李兴国其人，当时担任此职的为刘亚楼，这样处理可能是为了避免影响刘亚楼的形象。

## 评价
编剧王兴东称赞毛孩出演的胡耀邦说：“胡耀邦当年22岁，是非常有政治经验的领导干部。我在剧本中刻意描写他行动敏捷、雷厉风行的个性，一身正气，又不失人性，毛孩演得生动感人。”